# アメリカザリガニのアイドル★チェキ!II
『アメリカザリガニのアイドル★チェキ!II』は、GyaOジョッキーで生放送されているアイドルを相手にトークする番組。ハイキングウォーキングのアイドル★チェキ!のリニューアル番組。GyaOジョッキー閉局に伴い番組も終了することが決まった。

## 出演者
- アメリカザリガニ(柳原哲也 / 平井善之)
- 桜井せな

アメザリ不在時
- オジンオズボーン(第3回)
- なすなかにし(第20回)

## 概要
- アイドルをゲストに色々探っていこうという構成。
- 平井のカラオケから番組は始まる。
- 桜井はチャットから本名「小松」で呼ばれるのを嫌がっている。
- 「CMに出たい!」と言うゲストには予行演習としてTSUBAKIの髪をなびかせて振り返る仕種を真似させている。桜井せなが行う手本は振り返り顔芸になるのが恒例。特にTSUBAKIとの関係はない。
- 番組後期から名物となっているのはwikipediaのデータとゲストの実際との正誤関係(特にボディサイズ)を暴くのが恒例となっている。
- アメリカザリガニと同じ松竹芸能所属のゲストは準芸人扱いされる。

## コーナー
- ちょいチェキ

レギュラー陣やゲストが今ハマっているものをいろいろ紹介するコーナー。桜井は鉄道グッズ紹介。
- wikiチェキ

Wikipediaを使用しゲスト本人の記事内容の真偽を検証しながらアイドルの素顔を探っていくコーナー。
- 間取りでチェキ

ゲストの部屋の間取りを描いてもらいそれを基に情報を聞き出すコーナー。
- プレゼント争奪!ツッコミチェキ

ゲストのプレゼントをかけた大喜利的なコーナー。

## 放送リスト
| 第○回  | 放送日        | ゲスト                 | 番組時間(CM時間を除く) |
| 第1回  | 2009年3月2日  | 浜田翔子               | 57分18秒               |
| 第2回  | 2009年3月9日  | 有川知里               | 59分40秒               |
| 第3回  | 2009年3月16日 | 重盛さと美             | 54分49秒               |
| 第4回  | 2009年3月23日 | 今野美里               | 55分58秒               |
| 第5回  | 2009年3月30日 | 清乃                   | 56分9秒                |
| 第6回  | 2009年4月6日  | 池田夏希               | 56分10秒               |
| 第7回  | 2009年4月13日 | 富樫あずさ             | 58分                   |
| 第8回  | 2009年4月20日 | 戸田れい               | 57分40秒               |
| 第9回  | 2009年4月27日 | 大江朝美               | 57分1秒                |
| 第10回 | 2009年5月11日 | 佐藤由加理             | 54分43秒               |
| 第11回 | 2009年5月18日 | 江渡万里彩             | 54分37秒               |
| 第12回 | 2009年5月25日 | 中嶋春香               | 55分47秒               |
| 第13回 | 2009年6月1日  | 橘麗美                 | 53分1秒                |
| 第14回 | 2009年6月8日  | 桜井聖良               | 54分27秒               |
| 第15回 | 2009年6月15日 | 西田美歩               | 57分2秒                |
| 第16回 | 2009年6月22日 | 大城麻耶、浜崎慶美     | 55分40秒               |
| 第17回 | 2009年6月29日 | 田中涼子               | 56分42秒               |
| 第18回 | 2009年7月6日  | 谷ちあき               | 53分54秒               |
| 第19回 | 2009年7月13日 | 折井あゆみ             | 54分22秒               |
| 第20回 | 2009年7月27日 | 坪木菜果               | 54分23秒               |
| 第21回 | 2009年8月3日  | 佐藤ゆりな、水野ちはる | 50分37秒               |
| 第22回 | 2009年8月10日 | 杉山菜摘               | 53分39秒               |
| 第23回 | 2009年8月17日 | 桜井せな               | 55分35秒               |
| 最終回 | 2009年8月24日 | アメリカザリガニ       | -                      |

※番組時間はアーカイブ(生放送時間とは異なる場合があります。)
1. ↑  ゲストがケツカッチンのため前半のみ出演。
2. ↑  機器の不調で生放送は映像が固まるなどの障害が起きた。